# Candói
Candói ist ein brasilianisches Munizip im Süden des Bundesstaats Paraná. Es hat 14.973 Einwohner (2022), die sich Candoianer nennen. Seine Fläche beträgt 1.513 km². Es liegt 944 Meter über dem Meeresspiegel.

## Etymologie
Der Name der Stadt stammt aus der Sprache der Kaingang. Er bezieht sich auf den Rio Candói, einen Nebenfluss des Rio Jordão, und erinnert an den Kaziken Candoy, der Häuptling der Votorões-Indianer war.

## Geschichte

### Besiedlung
Das Gebiet der Stadt Candói war von alters her von Votorões-Indianern bewohnt. Nach Angaben des Historikers José Carlos Veiga Lopes "erkrankte der Indianer Candói und wurde am 13. August 1812 vom Priester Chagas auf den Namen Hipólito getauft (der Priester nannte ihn Condoi)".
Die Pionierleistung der Urbarmachung von Candói ging auf Kapitän Manoel Elias de Araújo und seine Frau Clara Madalena dos Santos zurück, die ein großes Gebiet zwischen den Flüssen Cavernoso, Jordão und Iguaçu von der Regierung bekommen hatten. Das Paar war kinderlos und adoptierte ein Findelkind, das sie am 8. Februar 1801 auf den Namen Ponciano José de Araújo tauften und das später Priester werden sollte. Pater Ponciano war von 1825 bis 1832 Vikar der Pfarrei Nossa Senhora da Conceição do Tamanduá, heute Palmeira.
Elias starb am 10. Mai 1829. Seinen Besitz hinterließ er seinem Adoptivsohn Pater Ponciano. In der von Pater Chagas 1821 erstellten Karte der Campos de Guarapuava mit der Aufteilung der Grundstücke und ihren jeweiligen Eigentümern steht kein einziges Mal der Name von Manuel Elias de Araújo, und auf dem Gebiet zwischen Rio Cavernoso und Rio Jordão an der Stelle der heutigen Stadt Candói steht Campo Real und Campo do Norte geschrieben. Die Schenkung muss also nach 1821 erfolgt sein.
Obwohl er Priester war, hatte Ponciano Kinder, die er anerkannte. Am 11. April 1855 erhielten Pedro Alexandre de Araújo Penna, João de Abreu e Araújo und Cândido José de Almeida, eingetragen in dem Ort namens Candói, durch Erbschaft von Priester Ponciano José de Araújo ein Stück Land mit Feldern, Wegen und Wald zur Bearbeitung, mit einer Länge von zwei Leguas (etwa zwölf Kilometer) und einer Breite von einer viertel Legua (anderthalb Kilometer), begrenzt im Süden durch den Rio Jordão, im Norden durch den Rio Cavernoso, im Osten durch den Rio Candói und im Westen durch mehrere Gewässer, darunter der Rio Jordão und der Arroio Corvo Branco.

### Erhebung zum Munizip
Candói wurde durch das Staatsgesetz Nr. 9353 vom 27. August 1990 aus Guarapuava ausgegliedert und in den Rang eines Munizips erhoben. Es wurde am 1. Januar 1993 als Munizip installiert.

## Geografie

### Fläche und Lage
Candói liegt auf dem Terceiro Planalto Paranaense (der Dritten oder Guarapuava-Hochebene von Paraná). Seine Fläche beträgt 1513 km². Es liegt auf einer Höhe von 944 Metern.

### Geologie und Böden

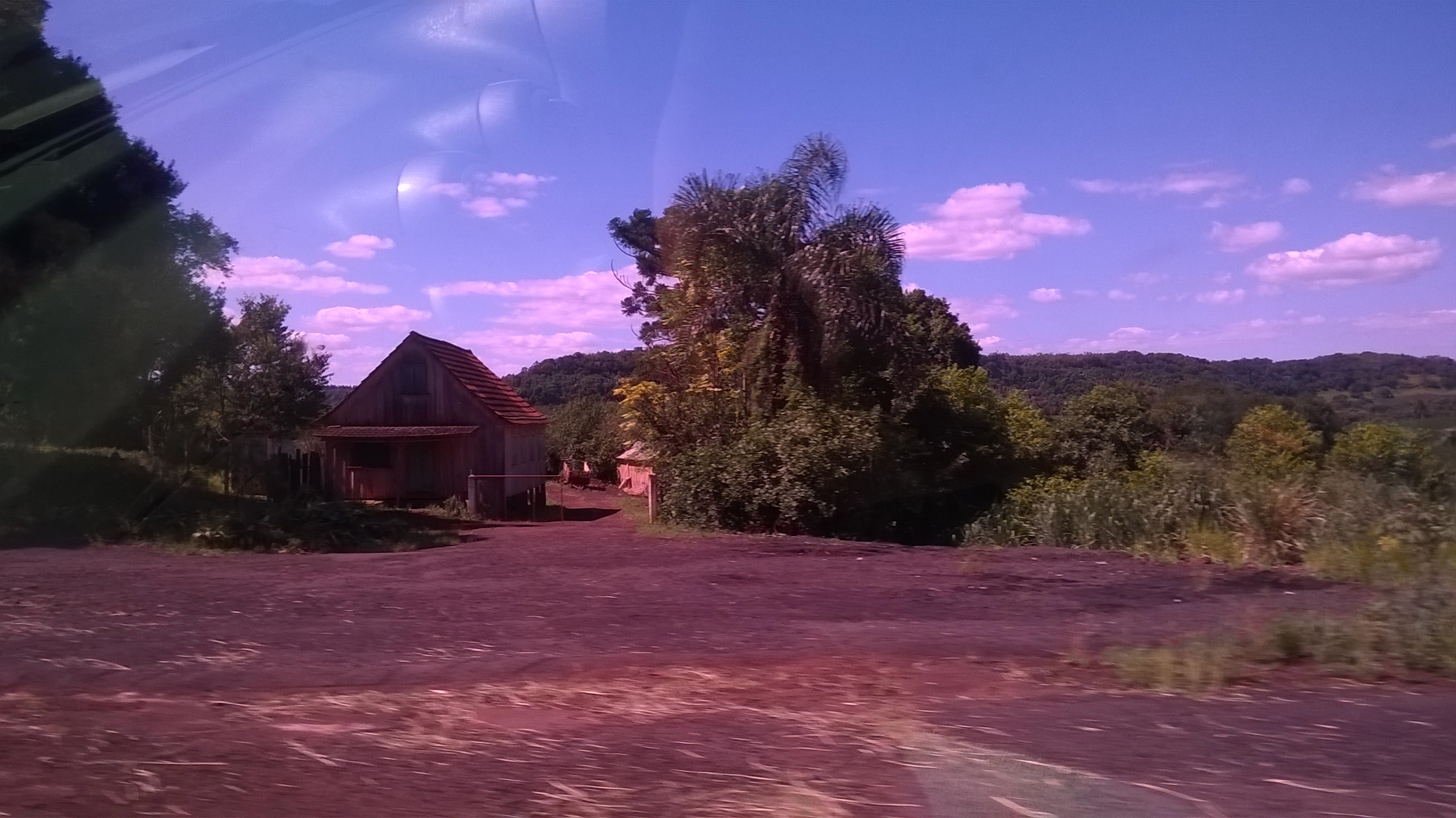
Terra Roxa im ländlichen Bereich von Candói (nahe der BR-277)

Die Böden bestehen aus fruchtbarer Terra-Roxa.

### Vegetation
Das Biom von Candói ist Mata Atlântica.

### Klima
Das Klima ist gemäßigt warm. Es werden hohe Niederschlagsmengen verzeichnet (1777 mm pro Jahr). Die Klimaklassifikation nach Köppen und Geiger lautet Cfa. Im Jahresdurchschnitt liegt die Temperatur bei 18,6 °C.

### Gewässer

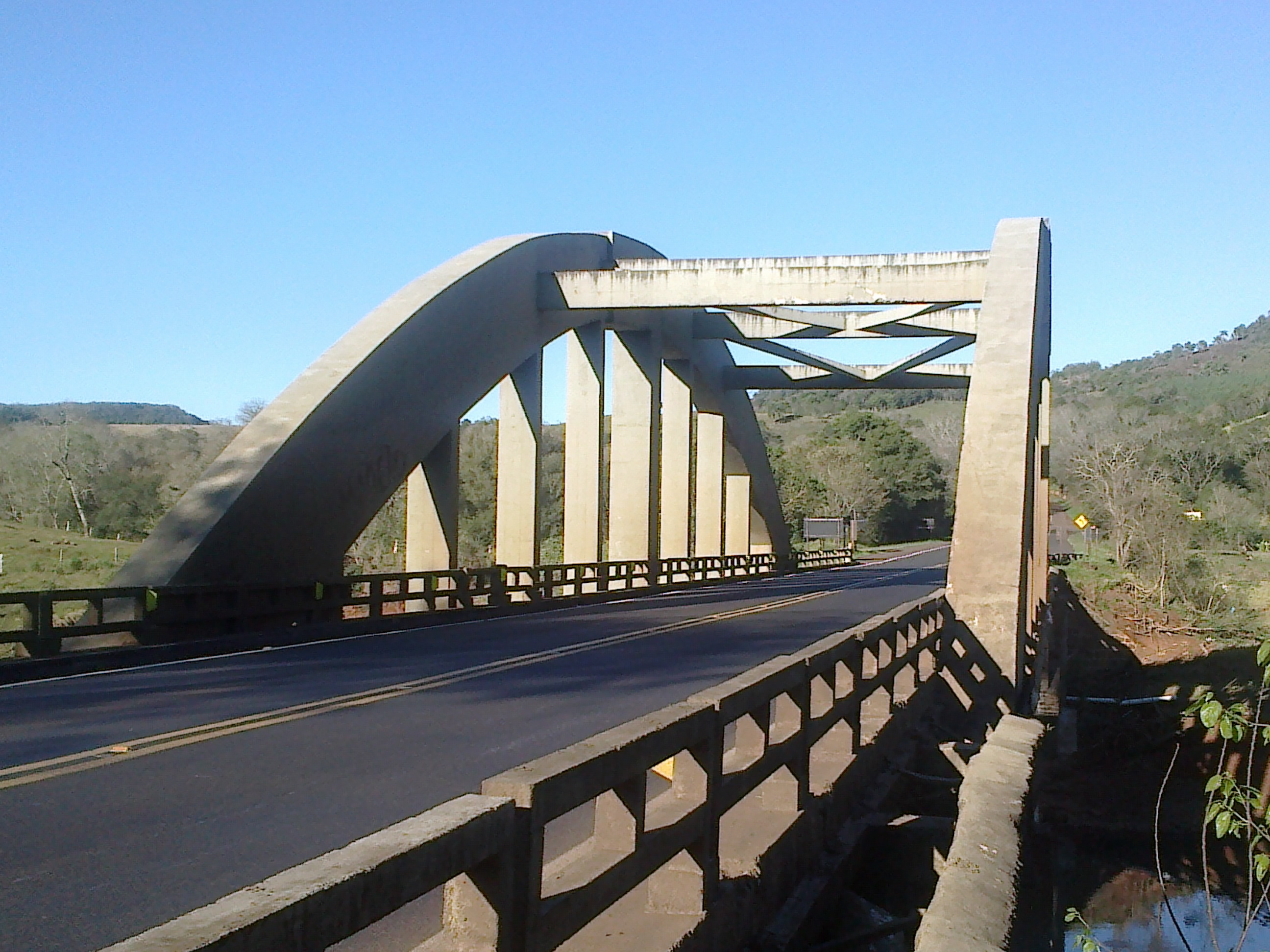
Straßenbrücke der BR-277 über den Rio Cavernoso an der Grenze zu Cantagalo

Candói liegt im Einzugsgebiet des Iguaçú. Dessen rechter Nebenfluss Rio Cavernoso bildet die nordwestliche Grenze des Munizips. Er wird für das Kraftwerk PCH Cavernoso aufgestaut. Im Südosten fließt der Rio Jordão mit seinem Nebenfluss Rio Campo Real entlang der Munizipgrenze. Er versorgt den Stausee Santa Clara.

### Straßen
Candói liegt an der BR-277 zwischen Laranjeiras do Sul im Westen und Guarapuava im Osten.

### Nachbarmunizipien
| Cantagalo und Virmond |                                             |            |
| Porto Barreiro        | Kompassrose, die auf Nachbargemeinden zeigt | Guarapuava |
| Chopinzinho           | Foz do Jordão                               |            |

## Stadtverwaltung
Bürgermeister: Aldoino Goldoni Filho, PSC (2021–2024)
Vizebürgermeister: Aurimar Teixeira da Rosa, PL (2021–2024)

## Demografie

### Bevölkerungsentwicklung
| Jahr | Einwohner | Stadt | Land |
| ---- | --------- | ----- | ---- |
| 2000 | 14.185    | 36 %  | 64 % |
| 2010 | 14.983    | 47 %  | 53 % |
| 2022 | 14.973    |       |      |

Quelle: IBGE (2011) und Volkszählung 2022

### Ethnische Zusammensetzung
| Gruppe * | 2000    | 2010    | wer sich als …                                                                   |
| --- | ------- | ------- | -------------------------------------------------------------------------------- |
| Weiße | 62,3 %  | 54,0 %  | weiß bezeichnet                                                                  |
| Schwarze | 1,2 %   | 4,4 %   | schwarz bezeichnet                                                               |
| Gelbe | 0,3 %   | 1,2 %   | von fernöstlicher Herkunft wie japanisch, chinesisch, koreanisch etc. bezeichnet |
| Braune | 34,9 %  | 40,3 %  | braun oder als Mischung aus mehreren Gruppen bezeichnet                          |
| Indigene | 0,2 %   | 0,0 %   | Ureinwohner oder Indio bezeichnet                                                |
| ohne Angabe | 1,1 %   | 0,0 %   |                                                                                  |
| Gesamt | 100,0 % | 100,0 % |                                                                                  |
| *) Anmerkung: Das IBGE verwendet für Volkszählungen ausschließlich diese fünf Gruppen. Es verzichtet bewusst auf Erläuterungen. Die Zugehörigkeit wird vom Einwohner selbst festgelegt. |         |         |                                                                                  |

Quelle: IBGE (Stand: 1991, 2000 und 2010)